# Diepsloot
Diepsloot es un suburbio del norte de Johannesburgo, Sudáfrica. Se encuentra en la Región A (antiguas regiones 1 y 2) del Área Metropolitana de Johannesburgo, y es una zona eminentemente agrícola. El asentamiento de Diepsloot es un área densamente poblada que está formada legalmente por 7.139 hogares, pero a los que hay que añadir unos 15.900 ilegales en los que viven la mayoría de su población.

## Historia
El suburbio de Diepsloot West, cercano a los suburbios de Dainfern y Chartwell, fue fundado en 1995 como un campamento de tránsito para personas que habían sido desalojadas de Zevenfontein, al oeste de Diepsloot. Se habilitaron 1.124 solares que deberían ser ocupados hasta que hubiera terrenos disponibles en otros lugares, pero para muchos este campamento se convirtió en su casa de manera permanente. La Administración Provincial de Transvaal (autoridad competente entonces) fue quien se encargó de convertir esos solares en viviendas.
En 1999 el antiguo Ayuntamiento de la Municipalidad Meridional comenzó la expansión. Según Alan Kitchin, miembro del departamento de vivienda de la ciudad de Johannesburgo, había unas 4.000 familias viviendo en chozas y 6.035 que lo hacían en el área de recepción, zona de tránsito establecida por el ayuntamiento. 
En el año 2001, para evitar que el problema de la superpoblación en zonas de la provincia se agravara, el gobierno de Gauteng trasladó a unas 5.000 familias a Diepsloot desde las orillas del río Jukskei en Alexandra.
El traslado, parte del Proyecto de Renovación de Alexandra, fue concebido "para descongestionar y dirigir la necesidad de crear un entorno limpio y saludable" en Alexandra, uno de los suburbios más antiguos de Sudáfrica. El propósito era también prevenir que las crecidas del río (algo que ocurre todos los años) se llevaran las chozas. La llegada de la gente de Alexandra, que no accedieron a los beneficios existentes en materia de vivienda, sobrecargó aún más las pobres infraestructuras y recursos de Diepsloot.

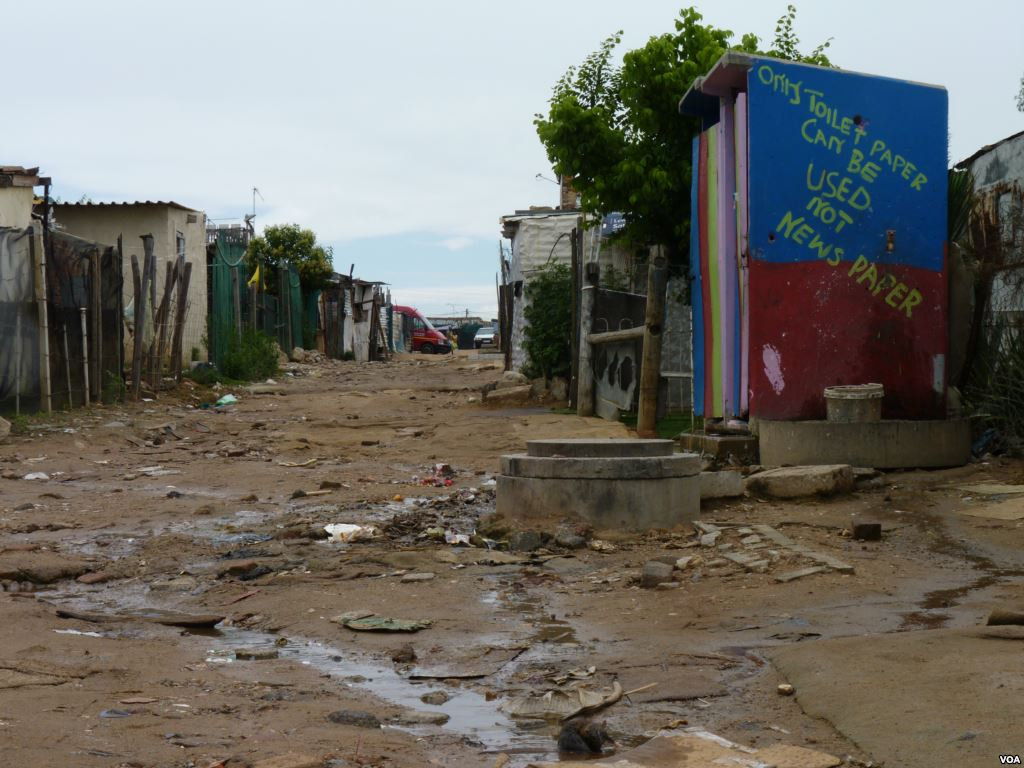
Aspecto del suburbio de Diepsloot en diciembre de 2012

## Situación actual
El asentamiento alberga a unas 150.000 personas, muchas de las cuales viven en minúsculas chozas fabricadas con chatarra, madera, plásticos y cartones. Algunas familias no tienen acceso a servicios básicos tales como agua corriente, canalizaciones de aguas residuales y recogida de basuras. Los residentes utilizan parafina y leña para cocinar y velas para iluminar. Los cálculos del ayuntamiento apuntan a que aproximadamente la mitad de la población está desempleada.
Se han construido en Diepsloot 4.900 casas pertenecientes al Programa de Reconstrucción y Desarrollo (RPD por sus siglas en inglés) del gobierno sudafricano y se han consignado otras 737 viviendas provistas de agua corriente y sanitarios. La política nacional en materia de vivienda ha bajado su previsión de construcción de viviendas del RDP: ahora se aplica el Proceso de Viviendas del Pueblo, un proyecto que se está llevando a cabo en Diepsloot West. Las viviendas del RDP siguen construyéndose, pero el nuevo proceso hace que el estado proporcione un subsidio que cubra el coste de construir una casa. El futuro propietario debe pagar una parte de estos costes.
En mayo de 2008 llegó a Diepsloot la ola de violencia xenófoba que se inició en Alexandra y pronto se extendió por otras áreas de Gauteng, así como en suburbios de Ciudad del Cabo y Durban.